# Squadra iraniana di Fed Cup
La squadra iraniana di Fed Cup rappresenta l'Iran nella Fed Cup, ed è posta sotto l'egida della Federazione Tennis dell'Iran.
Essa ha debuttato nel 1972, per non partecipare più fino al 2009, in quelle che sono ad oggi le uniche due annate che hanno visto l'Iran prendere parte alla Fed Cup, raccogliendo cinque sconfitte su altrettanti incontri disputati.

## Organico 2009
Aggiornato ai match del gruppo II (4-6 febbraio 2009). Fra parentesi il ranking della giocatrice nei giorni della disputa degli incontri.
- Madona Najarian (WTA #)
- Ani Nazari (WTA #)
- Ghazaleh Torkaman (WTA #)
- Shadi Tabatabai (WTA #)

## Ranking ITF
- Il prossimo aggiornamento del ranking è previsto per il mese di febbraio 2012.

| Iran nel Ranking ITF (aggiornata al 7 novembre 2011) |           |       |                            |
| Pos                                                  | Squadra   | Punti | Gruppo                     |
| 88                                                   | Malta     | 15.00 | Gruppo III - Europa/Africa |
| 89                                                   | Moldavia  | 12.00 | Gruppo III - Europa/Africa |
| 90                                                   | Islanda   | 10.00 | Gruppo III - Europa/Africa |
| 91                                                   | Iran      | 0.00  | Gruppo II - Asia/Oceania   |
| 91                                                   | Barbados  | 0.00  | Gruppo II - Americhe       |
| 91                                                   | Sri Lanka | 0.00  | Gruppo II - Asia/Oceania   |
| 94                                                   | Zimbabwe  | 0.00  | Gruppo III - Europa/Africa |